# Phreatia formosana
Phreatia formosana är en orkidéart som beskrevs av Robert Allen Rolfe och William Botting Hemsley. Phreatia formosana ingår i släktet Phreatia och familjen orkidéer. Inga underarter finns listade i Catalogue of Life.